# بردار (ریاضیات و فیزیک)

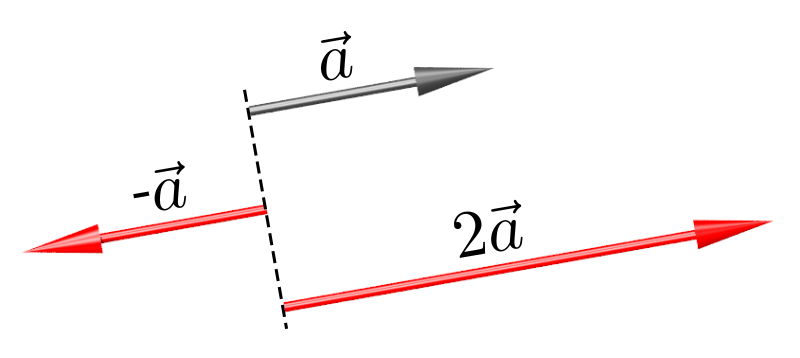

در ریاضیات و فیزیک، بُردار (به انگلیسی: Vector) عنصری از یک فضای برداری است که دارای دو مشخصه 1- اندازه(طول) بردار : هر بردار یک طول مشخص دارد که همیشه یک عدد مثبت است 2-جهت بردار: هر بردار یک جهت مشخص دارد که این جهت میتواند در راستای محورx یا در خلاف جهت محور x (راستای افقی) و یا در راستای محورy یا در خلاف جهت آن ( راستای عمودی) ویا در هر دو راستا میتواند باشد که در این صورت بردار را به دو مولفه x و y تجزیه می توان کرد.
برای بردارهای مربوط به بسیاری از فضاهای برداری خاص، اسامی خاصی انتخاب شده‌اند که در ادامه به آن‌ها اشاره خواهد شد.
از نظر تاریخی، بردارها قبل از صوری‌سازی مفهوم فضای برداری وارد هندسه و فیزیک (اغلب در مکانیک) شدند. ازین رو اغلب بدون مشخص کردن فضای برداری که بردارهای مورد بحث به آن‌ها تعلق دارند، در موردشان صحبت می‌شود. به ویژه در یک فضای اقلیدسی از بردارهای فضایی صحبت می‌شود که به آن‌ها بردارهای اقلیدسی نیز گفته شده و از آن‌ها جهت نمایش کمیت‌هایی که هم اندازه و هم جهت دارند صحبت می‌شود. بردارها را می‌توان جمع، تفریق و با استفاده از یک عدد حقیقی تغییر مقیاس داد (ضرب اسکالر). با تعریف این عملیات روی بردارها، ساختاری به نام فضای برداری تشکیل می‌گردد.

## ریشه‌شناسی
واژه vector از دو بخش vec (به معنای بردن، جابه‌جا کردن) که هم ریشه است با وَز (مصدر وزیدن) در فارسی و پسوند -tor که پسوند انجام‌دهنده کاری (یا مقایسه چند چیز) است و هم ریشه است با پسوند -تَر (یا گاهی -ار) در فارسی.
واژه بُردار در پارسی هم از دو بخش بُرد (مصدر بردن، به معنای جابه‌جا کردن) هم‌ریشه با bear انگلیسی و پسوند -ار که انجام‌دهنده کاری را نشان میدهد ساخته شده است.

## ارجاعات
1. ↑  "vector | Definition & Facts". Encyclopedia Britannica (به انگلیسی). Retrieved 2020-08-19.
2. ↑  "vector". Wiktionary (به انگلیسی). 2021-10-14.
3. ↑  "بردن". Wiktionary (به انگلیسی). 2021-08-27.